# 公园大道345号
公园大道345号（英語：345 Park Avenue）是位于纽约市曼哈顿的一座高634-英尺（193-）的建筑，建筑占据了整个街区，前朝公园大道，后靠莱辛顿大道，介于51街和52街之间。
该建筑完工于1969年，共有44层，是纽约第64高，由Emery Roth & Sons设计。
起建于大使宾馆原址。这栋著名宾馆建于1921年，该宾馆于1958年卖给喜来登酒店并更名为喜来登东店。1966年被拆除。